# Quartetto Cetra

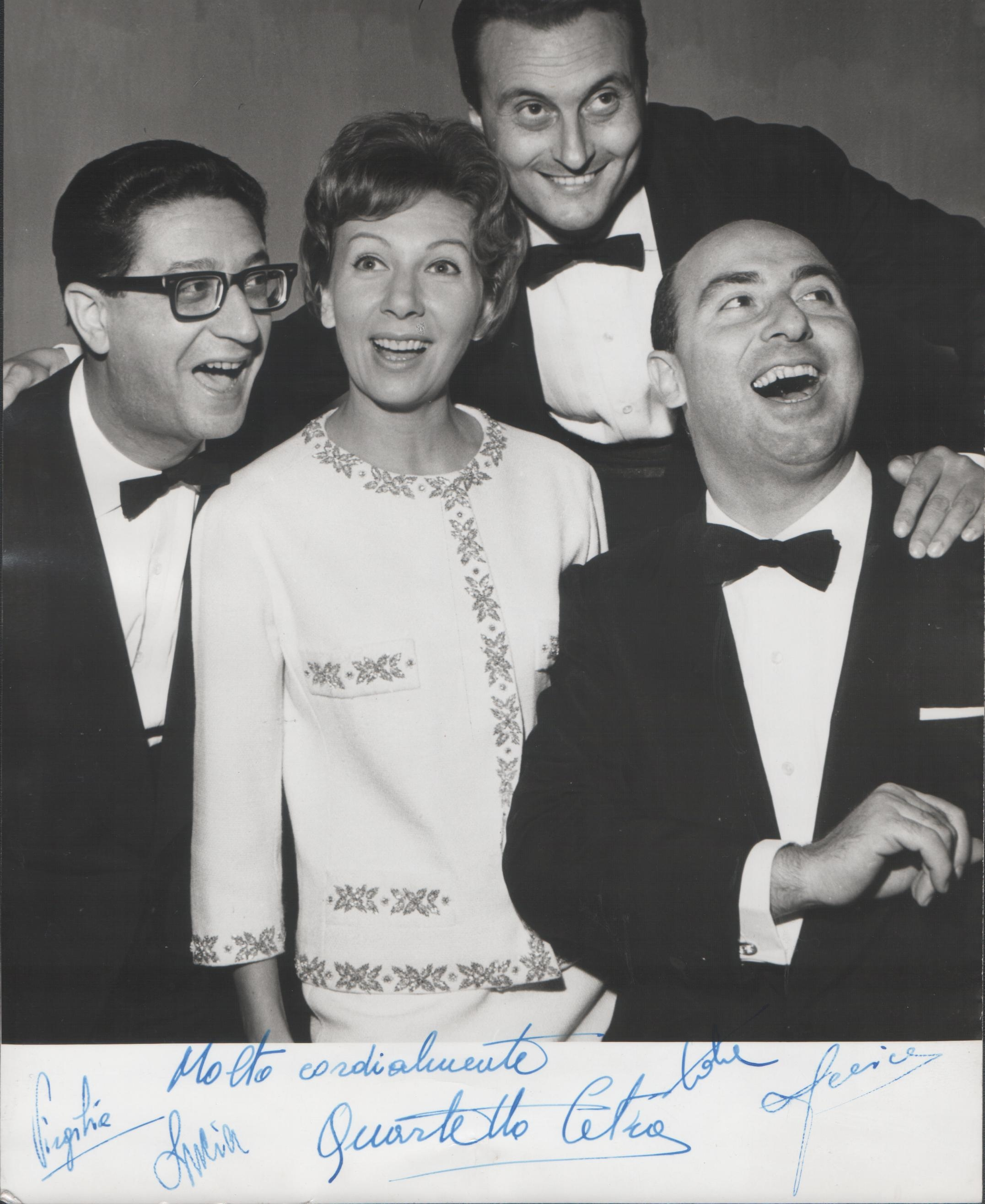
Các thành viên của Quartetto Cetra năm 1950.Từ trái sang: Virgilio Savona, Lucia Mannucci, Tata Giacobetti, Felice Chiusano

Quartetto Cetra (phát âm [kwarˈtetto ˈtʃeːtra]) là một ban nhạc jazz người Ý gồm 4 thành viên hoạt động từ đầu thập niên 1940 cho đến lúc tan rã vào năm 1988.

## Sự nghiệp
Lấy cảm hứng từ ban nhạc jazz Mỹ nổi tiếng thời đó Mills Brother nhóm được thành lập với cái tên Quartetto Egie, được sáng tạo từ tên chữ cái đầu của các thành viên sáng lập gồm: Enrico Gentile, Giovanni Giacobetti, Iacopo Jacomelli và Enrico De Angelis. Lúc ban đầu thành lập, nhóm chỉ phối âm và thay lại lời các bài hát đang thịnh hành tại Mỹ như "Tiger Rag" bằng tiếng Ý. Nhưng dần được đón nhận và đã có thành công nhất định với buổi ra mắt công chúng lần đầu vào ngày 27 tháng 5 năm 1940 tại Nhà hát Valle ở Rome. Sau khi hoạt động được một thời gian thành viên Virgilio Savona rời nhóm và được thay thế bởi Iacopo Jacomelli, ban nhạc cũng được đổi tên mới thành Quartetto Ritmo. Đến năm 1941, Felice Chiusano thay thế Enrico Gentile và nhóm đổi tên lần cuối là Quartetto Cetra.
Vào tháng 10 năm 1947, Enrico De Angelis rời nhóm để gia nhập quân đội và được thay thế bởi nữ ca sĩ Lucia Mannucci (vợ của thành viên Virgilio Savona). Từ đó nhóm giữ nguyên đội hình này trong suốt bốn thập kỷ và gặt hái được nhiều thành công trong tương lai. Bài hát đầu tiên họ biểu diễn cùng nhau là "Dove siete stata nella notte del 3 giugno?".
Các sản phẩm âm nhạc của họ đều đạt nhiều thành công vì vậy Quartetto Cetra có cơ hội xuất hiện trên mọi phương tiện truyền thông thời đó từ đài phát thanh đến sân khấu và truyền hình. Trong suốt quá trình hoạt động nhóm đã để lại một lượng tác phấm đồ sộ gồm hơn một nghìn bài hát, phần lớn do hai thành viên Giacobetti và Savona viết và sáng tác. Các ca khúc thành công nhất của nhóm có thể kể đến như: "Il Visconte di Castelfombrone", "In un palco della Scala", "Un disco dei Platters", "'Nella vecchia fattoria" (Phiên bản tiếng Ý của Old MacDonald Had a Farm), "Vecchia America", "Virgilio Levratto), " Un bacio a meonotte " và "I ricordi della sera".  Quartetto Cetra biểu diễn lần cuối vào ngày 1 tháng 7 năm 1988, tại Bologna, Ý sau hơn bốn thập kỉ hoạt động.
Một ca khúc của nhóm "Crapa Pelada (Testa Pelata)" ("Bald Head") đã xuất hiện trong một phân đoạn của bộ phim truyền hình Mỹ Breaking Bad ở tập cuối cùng của mùa thứ ba.

## Thành viên
Bao gồm cả cựu thành viên:
- Felice Chiusano – vocals, trống (1941–1988). Mất năm 1990
- Tata Giacobetti – vocals, bass (1941–1988). Mất năm 1988
- Lucia Mannucci – vocals (1947–1988). Mất năm 2012
- Virgilio Savona – vocals, piano (1941–1988). Mất năm 2009
- Enrico De Angelis – vocals (1941–1947). Mất năm 2018

## Danh sách đĩa nhạc
- 1955 - I successi internazionali del Quartetto Cetra (Cetra, LPA 16)
- 1955 - Lettere dal Sud America (Cetra, LPA 40)
- 1956 - Le canzoni del festival di Sanremo 1956 viste dal Quartetto Cetra (Cetra, LPA 58)
- 1957 - Le canzoni del festival di Sanremo 1957 viste dal Quartetto Cetra (Cetra, LPA 99)
- 1957 - Hot Club per otto (Cetra, LPA 107)
- 1961 - Il Quartetto Cetra alla TV (Dischi Ricordi, MRL 6011)
- 1962 - Quartetto Cetra (Dischi Ricordi, MRL 6014)
- 1962 - Le favole del Juke-Box (Dischi Ricordi) MRL 6024
- 1967 - Ieri oggi (CBS, 62995)
- 1968 - Non cantare, spara (CBS, 63325)
- 1971 - Un LP per te (Carosello Records, CLN 25014)
- 2006 - Il quartetto Cetra (Twilight Music, TWI CD AS 06 28)
- 2009 - Tutto Cetra - Un bacio a mezzanotte (Rhino Records, 5051865-6726-5-4)